# Valdajhöjderna
Valdajhöjderna är ett sjörikt höglandsområde i västra Ryssland. Det ligger i gränsområdet för de tre avrinningsområdena för Östersjön, Kaspiska havet och Svarta havet. Floderna Daugava, Volga och Dnepr rinner upp i området. Högsta punkten är 347 meter över havet. Området är populärt för sina fiskevatten. 

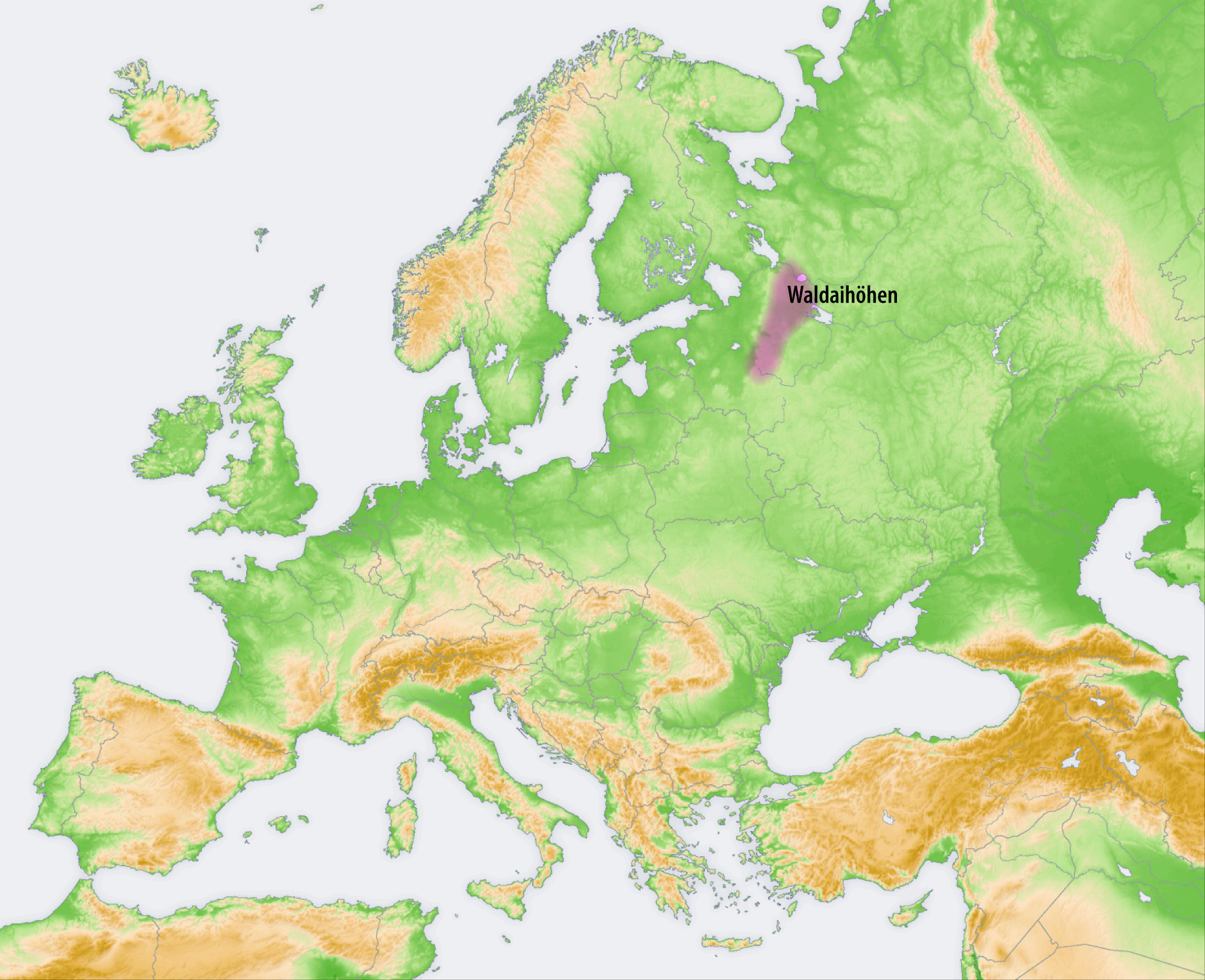
Valdajhöjderna i Europa

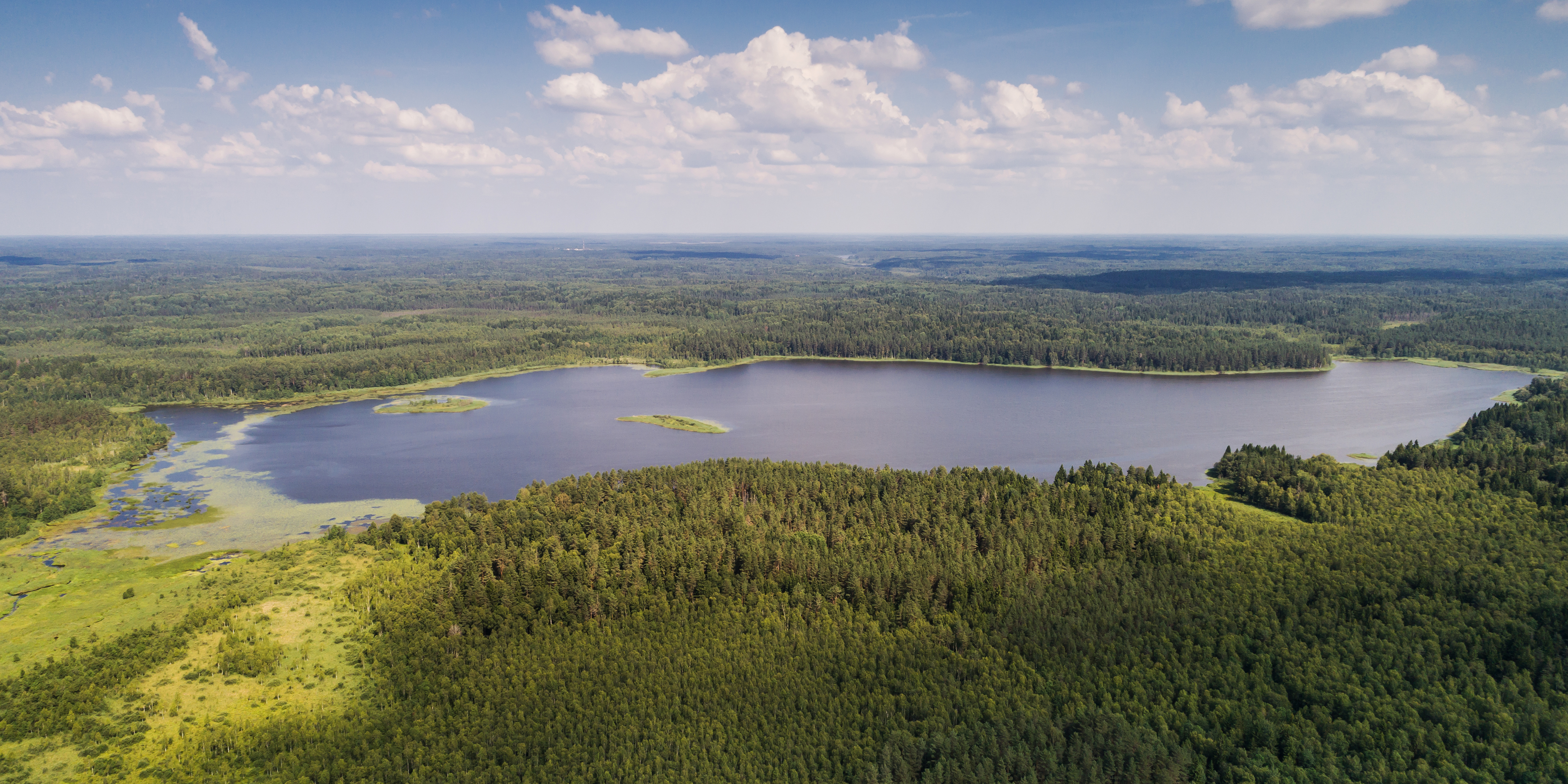
Vy från Valdaj nationalpark